# Battaglia di Kunfida
La battaglia di Kunfida fu una battaglia navale combattuta sul Mar Rosso il 7 gennaio 1912, alcuni mesi dopo l'inizio della guerra italo-turca.

## Il contesto
Durante la guerra italo-turca, mentre gli scontri terrestri si limitarono alla Libia e allo sbarco nel Dodecaneso, la Regia Marina italiana si dedicò attivamente alla ricerca e distruzione delle unità navali turche per annullarne la minaccia alle linee di comunicazione italiane. In particolare, la flottiglia turca del Mar Rosso minacciava il rifornimento alla colonia italiana dell'Eritrea. All'inizio delle ostilità la Regia Marina vedeva basate a Massaua alcune unità d'altura, come l'ariete torpediniere Aretusa e la cannoniera Volturno; l'Aretusa era comunque obsoleto, considerato che sempre nel 1911 verrà relegato a compiti di guardaporto a Massaua e nel 1912 radiato dai ranghi della Regia Marina. Le due unità riuscirono comunque poco dopo lo scoppio delle ostilità, il 2 ottobre 1911, a costringere la più potente unità turca nel Mar Rosso, l'incrociatore torpediniere Peyk-i Şevket a rifugiarsi a Suez insieme alle due cannoniere che lo scortavano dopo uno scontro al largo di Hodeida. Pertanto venne spedita una flottiglia di unità d'altura per dare la caccia alle piccole ma pericolose unità turche basate nella penisola arabica, circa dieci alcune delle quali di costruzione francese da circa 315 t e altre due da 240 t di costruzione tedesca, che costituivano una minaccia per il traffico mercantile italiano.

## L'azione
Il 7 gennaio 1912 una flottiglia della Regia Marina italiana composta dall'incrociatore (in realtà ariete torpediniere) Piemonte e due cacciatorpediniere (Garibaldino e Artigliere, della classe Soldato) affrontò sette cannoniere, Ajutah, Ordon, Costamuni, Refakie, Moka, Bafra, Quenkeche e il panfilo armato Shipka (ex francese Fauvette), appartenenti alla Marina ottomana, affondando le cannoniere e catturando lo yacht che fu reimmesso in servizio nella Regia Marina come Kunfida.
La città di Kunfida (in arabo: Al Qunfudhah) si trova nella regione della Mecca, di fronte a Porto Sudan. Latitudine e longitudine sono 19.1264° N e 41.0789° E.
Ecco il testo del telegramma che da Asmara alle 17 e 15 annunciò l'esito vittorioso della battaglia: «Incrociatore Piemonte, cacciatorpediniere Garibaldino e Artigliere incontrarono sette cannoniere turche ed uno yacht armato. Malgrado valide artiglierie turche nostre navi annientarono cannoniere, catturarono yacht e presero parte dei cannoni nemici, bandiere e trofei di guerra».

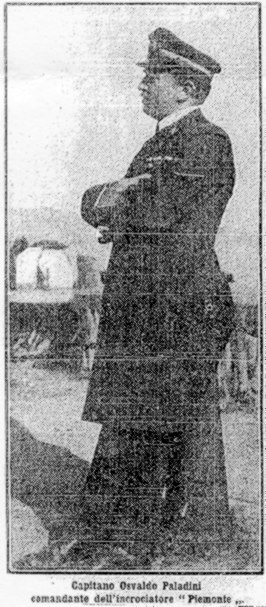
La foto del capitano di vascello Paladini sulla Domenica del Corriere

Della battaglia venne pubblicata una celebre illustrazione di Achille Beltrame sulla Domenica del Corriere.
L'azione valse al comandante della squadra, capitano di vascello Osvaldo Paladini, le onorificenze di Ufficiale della Corona e di Cavaliere dell'Ordine di Savoia perché "diresse e coordinò la ricerca di cannoniere nemiche in località irte di difficoltà idrografiche, predispose e condusse l'azione con prontezza e perfetti criteri militari".